# Brasero
Brasero是类Unix系统下的一个自由的光盘刻录程序，作为cdrtools，growisofs以及libburn（可选）的图形化前端（使用GTK+）。
Brasero使用GNU通用公共许可证，是一个自由软件。

## 历史
Braserot由Philippe Rouquier和Luis Medinas开发。该项目原来叫做Bonfire，后来使用了西班牙语词brasero作为名称，brasero是一种给人们坐在桌前提供温暖的小型加热器。
Brasero的早期版本很受欢迎。自由软件杂志2007年8月的一篇评论这样说：
Brasero是一个更加便捷的磁盘烧录解决方案，比GnomeBaker拥有更好的用户体验。我推荐给那些不想过多的关注于他们所用的刻录机而仅仅是想用它工作的人们。 
随着后来进一步的开发，以及2008年4月开始Brasero 0.7.1被Ubuntu 8.04 Hardy Heron集成，这个软件得到了更多的评论。2008年5月，Ars Technica的Ryan Paul说：
Brasero的启动屏幕非常直觉和用户友好，但是项目界面的默认配置有点混乱，因为它包含了一个庞大的文件浏览组件。用户可以通过内置的文件浏览组件选择文件或通过拖拽的方式从常规的文件管理器中把文件加入到项目中。底部的状态栏可以显示已经选择的文件会占用当前光盘的多少空间。
Brasero和KDE的K3B刻录程序类似，但是缺少一些K3B的高级特性，如DVD和VCD的自动视频编码支持。除了一些这样的遗漏，Brasero还是很完整的，并且远比GNOME文件管理器中内置的简陋的CD/DVD创建器更加实用。我（Ryan Paul）刻录了一些数据CD和DVD来测试Brasero的可靠性。在我添加文件的时候程序崩溃过一次，但是后来刻录的时候就没问题了。
Brasero后来被集成进GNOME，并且版本号随着GNOME桌面版本号变化。Ars Technica评论过Brasero 2.26以及后来的最新版本，他在2009年3月说：
Brasero自从2008年开始进步了不少，增加了对视频的支持和其他一些特性。但是用户界面似乎更差了。他们抛弃了底部实用的光盘可用空间显示条，取而代之的是显示在文件列表每一项旁边的大小指示元素。